# Elizbar Ubilava
Elizbar Ubilava, (Tbilisi, Geòrgia, 27 d'agost de 1950), és un jugador d'escacs georgià, que havia jugat sota bandera soviètica, i actualment nacionalitzat espanyol. Té el títol de Gran Mestre des de 1988. És un reconegut entrenador de nivell internacional, i ha entrenat els Campions del món Viswanathan Anand i Anatoli Kàrpov.
A la llista d'Elo de la FIDE del desembre de 2021, hi tenia un Elo de 2449 punts, cosa que en feia el jugador número 54 (en actiu) de l'estat espanyol. El seu màxim Elo va ser de 2561 punts, a la llista de gener de 1999, moment en què estava en la posició 170 del rànquing mundial.
Ubilava té un estil de joc sòlid amb conceptes molt arrelats. Les obertures fonamentals del seu repertori són el gambit de dama i la defensa siciliana amb negres.
|  |

## Resultats destacats en competició
Ubilava fou dos cops Campió de l'RSS de Geòrgia, els anys 1974 i 1986.
La seva millor actuació individual fou al torneig de Trencianske Teplice, 1985, on hi va guanyar amb una puntuació de 10/14 (71%) contra una mitjana d'Elo rival de 2558. També fou 1r a Eforie Noird 1988 i a Tbilisi 1988. El 1990 va guanyar el II Magistral Vila de Benasc. El 2001 va guanyar la 21a edició de l'Obert Vila de Benasc.
El desembre de 2006 va empatar al primer lloc al XII Torneig Internacional de Navalmoral de la Mata (Càceres) empatat a set punts amb Alon Greenfeld, Atanas Kolev i Ibraguim Khamrakúlov.
El 2008 fou campió del XIX Open Internacional "Villa de Roquetas", empatant al primer lloc amb Julio Granda, i superant-lo en el desempat. El juliol de 2008 fou tercer a l'Obert Vila de Benasc empatat amb el segon classificat, Levan Aroshidze, i a mig punt del campió Julio Granda Zúñiga.

### Campionats d'Espanya
El 2005 Ubilava es va proclamar Campió d'Espanya d'escacs ràpids amb una puntuació de 7/9.
Ha participat habitualment en els Campionats d'Espanya per equips, amb el CA Solvay de Cantàbria. Els seus resultats han estat:
- 2007: Tercer tauler, 3r grup II Divisió d'Honor, 2/3 (+2 =0 -3).[13]
- 2006: Quart tauler, 4t grup II Divisió d'Honor, 2/3 (+1 =2 -2).[13]
- 2005: Segon tauler, 1r Primera Divisió Nord, 2½/5 (+1 =3 -1).[13]
- 2004: Primer tauler, Primera Divisió, 2½/5 (+1 =3 -1).

### Participació en Olimpíades d'escacs
Ubilava va participar, representant Geòrgia, en una Olimpíada d'escacs, la de Manila 1992, acabant en la vuitena posició per equips. Va jugar en el segon tauler, on hi puntuà 3/8 (+1 =4 -3).

## Partides notables
Vladímir Kràmnik - Elizbar Ubilava. Gambit de dama, Atac Harrwith (D37). Oviedo (1992).
1.d4 d5 2.Cf3 Cf6 3.c4 e6 4.Cc3 Ae7 5.Af4 O-O 6.e3 Cbd7 7.Dc2 c6 8.h3 h6 9.Td1 b6 10.Ae2 Aa6 11.b3 Dc8 12.O-O b5 13.cxb5 cxb5 14.Dd3 b4 15.Dxa6 bxc3 16.Da5 Ce4 17.Tc1 a6 18.Tc2 Db7 19.Ta1 Tfc8 20.Ce1 Ab4 21.Da4 Cdc5 0-1